# Jill Hennessy
Jill Hennessy, född 25 november 1968, är en kanadensisk skådespelare och sångerska. Hon är mest känd från TV-serierna Jordan, rättsläkare och I lagens namn. Hennessy föddes i Edmonton i Kanada och växte till stor del upp hos sin farmor. 
Hösten 2009 släppte Hennessy sitt debutalbum Ghosts In My Head.

## Filmografi (urval)
- 1998 – Dead Ringers
- 1993 – RoboCop 3
- 1993–1996 – I lagens namn (TV-serie)  (68 avsnitt)
- 1996 – I Shot Andy Warhol
- 1996 – Uppdrag: mord (TV-serie) (1 avsnitt)
- 2000 – Höst i New York
- 2000 – Nürnberg (miniserie)
- 2001 – Exit Wounds
- 2001 – Jackie, Ethel, Joan: The Women of Camelot
- 2001–2007 – Jordan rättsläkare (TV-serie) (117 avsnitt)
- 2004–2006 – Las Vegas (TV-serie) (3 avsnitt)
- 2007 – Wild Hogs
- 2008 – Lymelife
- 2011–2012 – Luck (TV-serie) (9 avsnitt)
- 2014 – The Good Wife (TV-serie) (2 avsnitt)
- 2015 – Madam Secretary (TV-serie) (15 avsnitt)
- 2017 – The Blacklist (TV-serie) (2 avsnitt)
- 2018 – Bull (TV-serie) (2 avsnitt)
- 2018 – Yellowstone (TV-serie) (1 avsnitt)
- 2023 – Accused (TV-serie) (1 avsnitt)
- 2024 – Madame Web

## Teaterroller
- Buddy - The Buddy Holly Story (1990)

## Regi
- The Acting Class

## Diskografi
- Ghosts In My Head (2009)